# Kościół św. Antoniego z Padwy w Katowicach-Panewnikach (stary)
Kościół św. Antoniego z Padwy w Katowicach-Panewnikach (stary) – rzymskokatolicki, pierwszy kościół parafialny parafii św. Antoniego z Padwy w Katowicach-Panewnikach, położony przy ulicy Panewnickiej 463 w dzielnicy Ligota-Panewniki. Powstał w budynku dawnego gasthausu przekształconego na cele religijne, a jego konsekracja nastąpiła 22 lutego 1958 roku. W czerwcu 2023 roku funkcję kościoła parafialnego przejął nowy budynek przy ulicy Panewnickiej 451. 

## Historia
W 1958 roku ojcowie franciszkanie otrzymali budynek po dawnej restauracji Waleski Schwertfeger w Starych Panewnikach, położony przy ulicy Panewnickiej 463. W budynku tym otwarto kaplicę pod wezwaniem św. Antoniego z Padwy i dom zakonny. Zamiany dawnej restauracji na kaplicę dokonał ojciec Korneliusz Czech i zrobił to bez wymaganej zgody władz. Poświęcenie kaplicy nastąpiło 22 lutego 1958 roku. Była ona pierwotnie filią panewnickiego kościoła.
W późniejszym okresie ojciec Ksawery Moczek wraz z ojcem Damianem Szojdą i przy wsparciu wiernych ze Starych Panewnik dokonał przebudowy i odbudowy zniszczonych obiektów mieszkalnych i kaplicy. Ojciec Damian Szojda przekształcił kaplicę, nadając jej obecny styl. Po 1974 roku dawną część mieszkalną restauracji przebudowano na klasztor. Przez szereg lat władze administracyjne zażądały zamknięcia kościoła klasztornego jako nielegalnego miejsca kultu. Zezwolenie na budowę dzwonnicy i kostnicy oraz zatwierdzenie już wykonanych prac odbyło się w 1986 roku.
Parafię w Starych Panewnikach z parafii panewnickiej wydzielono 22 marca 1981 roku. W II połowie lat 80. XX wieku przy kościele powstał dom katechetyczny.
4 czerwca 2023 roku abp Wiktor Skworc uroczyście poświęcił nowy kościół parafialny, który zastąpił dotychczasowy budynek.

## Charakterystyka
Rzymskokatolicki kościół pw. św. Antoniego z Padwy położony jest w zachodniej części Katowic przy ulicy Panewnickiej 463, w części miasta zwanej Stare Panewniki, będącej częścią dzielnicy Ligota-Panewniki. Był to pierwszy kościół parafialny parafii św. Antoniego z Padwy, będący częścią dekanatu Katowice-Panewniki. W budynku świątyni działał także klasztor franciszkanów.
Gmach ten jest przykładem adaptacji dawnego gościńca na cele religijne, podobnie jak znajdujący się w Katowicach-Załęskiej Hałdzie kościół Świętych Cyryla i Metodego zagospodarowany w hali dawnej cegielni. Charakterystycznym elementem niezbyt wysokiej świątyni jest dzwonnica z krzyżem.
W prezbiterium kościoła centralnie znajduje jest ołtarz, po prawej stronie jest krzyż wykonany przez Zygmunta Binczaka, który jest namalowaną na desce kopią krzyża z Asyżu, zaś po lewej widnieje obraz przedstawiający św. Antoniego Padewskiego autorstwa Franciszka Janoszki. Tabernakulum w świątyni wykonał Anzelm Dziewior.
Funkcjonują tutaj Warsztaty Terapii Zajęciowej Stowarzyszenia SPES.

## Galeria
| - Kościół od strony ulicy Panewnickiej - Wieża kościoła - Fragment kościoła ze znajdującym się po prawej stronie krzyżem misyjnym |